# Inäga
Inäga eller inägomark är en del av en jordbruksfastighet som ligger i anslutning till själva gården och som till väsentlig del utgörs av åker, äng, tomtplats eller trädgård. Motsatsen är utmark.
Ordet "inäga" är belagt i svenska språket sedan 1715.